# Pityriasis gymnocephala
Pityriasis gymnocephala là một loài chim trong họ Pityriaseidae.